# نادي كلباء
نادي كلباء الرياضي الثقافي هو نادي إماراتي لكرة القدم يلعب في الدوري الإماراتي للمحترفين. ويقع في كلباء بإمارة الشارقة.

## تاريخ النادي
تأسس نادي كلباء في مدينة كلباء تحت مسمى (نادي الشعب الرياضي)، ظهرت في تلك الفترة عدة أندية أخرى مثل العروبة والشباب ونادي شباب الخليج، اتحدت هذه الفرق عام 1971 وشكلت كيانا واحدا سمي بنادي كلباء الرياضي ليكون الممثل الرياضي الوحيد لمدينة كلباء. خاض النادي مبارياته في دوري الدرجة الثانية حتى موسم 1979/ 1980 وبعدها صعد إلى الدرجة الأولى.

## الإنجازات
- بطولة دوري الدرجة الثانية: 1979/1980، 1988/1989، 1995/1996، 1998/1999، 2009/2010، 2012/2011.[2]

- بطولة الشارقة الودية: 2020.[2]

## تشكيلة الفريق الحالية
ملاحظة: تشير الأعلام إلى المنتخب الوطني على النحو المحدد في قواعد الأهلية للفيفا. قد يحمل اللاعبون أكثر من جنسية واحدة غير تابعة للفيفا.
| الرقم | البلد                    | المركز | اللاعب                                |
| ----- | ------------------------ | ------ | ------------------------------------- |
| 1     | الإمارات العربية المتحدة | حارس   | عيسى الهوتي                           |
| 2     | الإمارات العربية المتحدة | مدافع  | فريد عبد الله U23                     |
| 3     | الإمارات العربية المتحدة | مدافع  | محمد سبيل                             |
| 4     | البرازيل                 | مدافع  | ميشيل دريفكي                          |
| 5     | الإمارات العربية المتحدة | مدافع  | عبد الله فيصل U23                     |
| 6     | ألبانيا                  | مدافع  | ريجان أليفودا U23                     |
| 7     | الإمارات العربية المتحدة | وسط    | حبيب الفردان                          |
| 8     | البرازيل                 | وسط    | كايو إدواردو                          |
| 9     | الإمارات العربية المتحدة | وسط    | فهد باروت                             |
| 10    | إيران                    | وسط    | مهدي قائدي (معار من نادي شباب الأهلي) |
| 11    | البرازيل                 | وسط    | دانييل بيسا                           |
| 12    | الإمارات العربية المتحدة | مدافع  | سالم راشد                             |
| 15    | الإمارات العربية المتحدة | مدافع  | عبد العزيز الحمحمي                    |
| 16    | سلوفينيا                 | مدافع  | ميها بلاجيتش                          |
| 17    | الإمارات العربية المتحدة | حارس   | سيف يوسف U23                          |
| 18    | اليمن                    | وسط    | خالد الأصبحي                          |
| 19    | الإمارات العربية المتحدة | مهاجم  | أحمد النقبي                           |
| 20    | الإمارات العربية المتحدة | مدافع  | عبد العزيز الكعبي                     |

| الرقم | البلد                    | المركز | اللاعب                                 |
| ----- | ------------------------ | ------ | -------------------------------------- |
| 22    | الإمارات العربية المتحدة | مهاجم  | محمد علي                               |
| 23    | الإمارات العربية المتحدة | مدافع  | وليد راشد U23                          |
| 24    | الإمارات العربية المتحدة | وسط    | خالد الدرمكي                           |
| 25    | الإمارات العربية المتحدة | مدافع  | عبد السلام محمد                        |
| 27    | الإمارات العربية المتحدة | مهاجم  | ياسر البلوشي U23                       |
| 33    | الإمارات العربية المتحدة | حارس   | سلطان المنذري                          |
| 37    | ساحل العاج               | وسط    | كوادجو كوفي U23                        |
| 39    | البرازيل                 | وسط    | غوستافو U23 (معار من نادي شباب الأهلي) |
| 42    | دولة فلسطين              | مهاجم  | أحمد أبو ناموس                         |
| 44    | إيران                    | وسط    | سامان قدوس                             |
| 55    | الإمارات العربية المتحدة | حارس   | حمد المنصوري                           |
| 70    | إيران                    | مهاجم  | شهريار موغانلو                         |
| 77    | البرازيل                 | وسط    | لياندرو سباداسيو                       |
| 80    | صربيا                    | مهاجم  | نيمانيا يوفيتش U23                     |
| 88    | الإمارات العربية المتحدة | وسط    | سيف عبيد U23                           |
| 97    | المغرب                   | مدافع  | أنس راضي                               |
| 99    | غانا                     | مهاجم  | كورنيليوس اجبنيجاه U23                 |

### لاعبين غير مسجلين
ملاحظة: تشير الأعلام إلى المنتخب الوطني على النحو المحدد في قواعد الأهلية للفيفا. قد يحمل اللاعبون أكثر من جنسية واحدة غير تابعة للفيفا.
| الرقم | البلد    | المركز | اللاعب    |
| ----- | -------- | ------ | --------- |
| 14    | سلوفاكيا | وسط    | فيليب كيش |

### المعارون
ملاحظة: تشير الأعلام إلى المنتخب الوطني على النحو المحدد في قواعد الأهلية للفيفا. قد يحمل اللاعبون أكثر من جنسية واحدة غير تابعة للفيفا.
| الرقم | البلد                    | المركز | اللاعب                             |
| ----- | ------------------------ | ------ | ---------------------------------- |
| 34    | الإمارات العربية المتحدة | مدافع  | خالد الزري (معار إلى نادي يونايتد) |

| الرقم | البلد                    | المركز | اللاعب                                |
| ----- | ------------------------ | ------ | ------------------------------------- |
| --    | الإمارات العربية المتحدة | حارس   | جمال عبد الله (معار إلى نادي العروبة) |